# San Marzano sul Sarno
San Marzano sul Sarno là một đô thị (comune) thuộc tỉnh Salerno trong vùng Campania của Ý. San Marzano sul Sarno có diện tích 5 km2, dân số là 9433 người (thời điểm ngày). Đô thị này nằm trong Thung lũng sông Sarno.